# Francisco de Alvarenga
Capitão Francisco de Alvarenga (c. 1575 – 1675) foi um sertanista paulista do século XVII, conhecido por sua participação em importantes expedições bandeirantes. Ele integrou a famosa bandeira de Nicolau Barreto em 1602 e a bandeira de Sebastião Preto em 1623, ambas dirigidas ao Guairá.
Sua descendência está descrita por Silva Leme no volume V da «Genealogia Paulistana». Filho de Antônio Rodrigues de ALvarenga e Ana Ribeiro. Era paulista, capitão-mor de Parnaíba, morador na Parnaiba (de cujo governo teve as rédeas) ou seja, onde exerceu cargos. Casado com Luzia Leme, morta em 1653, filha de Aleixo Leme e de Inês Dias. Deixaram 10 filhos.
Era irmão do mais célebre sertanista Antônio Pedroso de Alvarenga (morto em 1643) que fora ao sertão dos carijós (na época, a atual Santa Catarina) com Lázaro da Costa em 1615 e depois pela aldeia dos Gualachos ao sertão do Paraupaba, em 1616 e 1617, além de também tomar parte nas bandeiras ao Guairá de Sebastião Preto em 1623 e de Antônio Raposo Tavares em 1628.